# María del Pilar de Portugal
María del Pilar de Portugal, X marchesa di Rafal, X baronessa di Puebla, VII contessa di Granja e I baronessa del Monte, (in spagnolo: María del Pilar Melo de Portugal y Heredia) (Madrid, 10 novembre 1776 – Orihuela, 24 agosto 1835), è stata una nobildonna spagnola.

## Biografia
Era la figlia di Pablo Melo de Portugal, e di sua moglie, Antonia María de Heredia. Entrambi i genitori erano al loro secondo matrimonio.

## Matrimonio
Sposò, il 6 aprile 1790, il generale José Manuel de Villena. Ebbero un figlio:
- Cristóbal Manuel de Villena (1800-1834), sposò María Esperanza Bambalere, ebbero tre figli.

Il 5 marzo 1792 ricevette il titolo di baronessa del Monte.
Con la creazione della Costituzione spagnola del 1812 e l'abolizione del sistema feudale, portò al fratello di María del Pilar la perdita della storica signoria di Benferri. Suo marito è stato più fortunato salvando la signoria di Cheles, dal momento che ad alcuni nobili fu concesso di salvare le loro signorie.
Nel 1817 suo marito morì ereditando i suoi beni il figlio Cristóbal. Nel 1831 morì suo fratello, ereditando tutti i suoi beni e titoli. Nel 1834 suo figlio morì divenendo suo erede il nipote, José.

## Morte
Morì il 24 agosto 1835 a Orihuela.